# 田阳区
田阳区位于中国广西壮族自治区西部、右江中游，是百色市所辖的一个市辖区，区政府驻田州镇。区域总面积为2394平方公里，城区距自治区首府南宁市200余公里，距右江区38公里，区人民政府驻田州镇解放中路42-1号。田州镇田阳盛产芒果、圣女果等农作物，是蔬菜水果的重要产地。

## 行政区划
田阳区下辖9个镇、1个乡：
田州镇、那坡镇、坡洪镇、那满镇、百育镇、玉凤镇、头塘镇、五村镇、洞靖镇和巴别乡。
2019年8月，国务院同意撤销田阳县，设立百色市田阳区，其管辖行政区域以及人民政府驻地维持不变。

## 人口
根据第七次人口普查数据，截至2020年11月1日零时，田阳区常住人口为308785人。

## 交通
- 百色巴马机场位于境内。
- 212国道、 323国道、 324国道横越境内。
- 银百高速横越境内。
- 汕昆高速横越境内。
- 广昆高速横越境内。
- 南昆铁路和南昆客运专线横越境内。

## 国家级非物质文化遗产代表性项目
- 布洛陀

## 风景名胜
- 那赖遗址